# هنري نيكولون ديزابييه
هنري نيكولون ديزابييه (Henry Nicollon des Abbayes) كان عالم نبات فرنسيًا، ولد في 15 يوليو 1898 بفييه (فرنسا) وتوفي في 21 مايو 1974 برين (فرنسا).